# Уча (река, впадает в Пяловское водохранилище)
Уча (Учь) — река в России, протекает по Московской области. Впадает в Пяловское водохранилище на канале им. Москвы. Длина реки составляет 17 км, площадь водосборного бассейна 123 км². Высота устья — 162 м над уровнем моря.
На карте 1760-х годов название реки прописано, как Куча. До начала XX века являлась верхней частью единой реки Уча. В современности нижний участок стал отдельной рекой.

## Название
Существует несколько гипотез о происхождении названия реки. Славянская связывает Учу с сербско-хорватским Voča. Балтийская — с рекой Уча в Верхнем Поднепровье, а также с литовским гидронимом Ančia и латышским Auce. Финно-угорская гипотеза предполагает происхождение названия из языков древнего населения волго-окского междуречья.
Название реки сопоставляется с мокшанским словом «уча́», что означает «овца».

## Притоки
По порядку от устья:
- Раздериха (пр)[4]
- Саморядовка (лв)[4]

## Данные водного реестра
По данным государственного водного реестра России относится к Окскому бассейновому округу, водохозяйственный участок реки — Клязьма от истока до Пироговского гидроузла, речной подбассейн реки — бассейны притоков Оки от Мокши до впадения в Волгу. Речной бассейн реки — Ока.
Код объекта в государственном водном реестре — 09010300312110000031195.